# Gwinea na Mistrzostwach Świata w Lekkoatletyce 2017
Gwinea na Mistrzostwach Świata w Lekkoatletyce 2017 – reprezentacja Gwinei podczas Mistrzostw Świata w Londynie liczyła  1 zawodnika, który nie zdobył medalu.

## Rezultaty
| Zawodnik               | Konkurencja        | Pre-eliminacje | Pre-eliminacje | Eliminacje | Eliminacje | Półfinał | Półfinał | Finał    | Finał   |
| Zawodnik               | Konkurencja        | Rezultat       | Pozycja        | Rezultat   | Pozycja    | Rezultat | Pozycja  | Rezultat | Pozycja |
| ---------------------- | ------------------ | -------------- | -------------- | ---------- | ---------- | -------- | -------- | -------- | ------- |
| Mohamed Lamine Dansoko | Bieg na 100 metrów | 11,41          | 23.            | NQ         | NQ         | NQ       | NQ       | NQ       | NQ      |